# Roman Starovojt
Roman Vladimirovič Starovojt (Роман Владимирович Старовойт; 20. ledna 1972 Kursk – 7. července 2025 Moskevská oblast) byl ruský politik, který od května 2024 do července 2025 zastával funkci ministra dopravy. V letech 2019 až 2024 působil jako guvernér Kurské oblasti, náměstek ministra dopravy a vedoucí Federální dopravní agentury na tomto ministerstvu. Byl členem strany Jednotné Rusko.
Starovojt byl 7. července 2025 z funkce ministra dopravy odvolán. O několik hodin později byl ve svém autě v důsledku střelného zranění nalezen mrtev.

## Život
Starovojtův otec, Vladimir Alexandrovič Starovojt, pracoval v Kurské jaderné elektrárně. V roce 1974 byl jeho otec převelen do Leningradské jaderné elektrárny ve městě Sosnovyj Bor v Leningradské oblasti, kde Roman strávil dětství.
V roce 1995 absolvoval Baltskou státní technickou univerzitu D. F. Ustinova.

## Kariéra
V roce 1995 byl Starovojt výkonným ředitelem Regionální investiční agentury. V letech 1995–2001 byl generálním ředitelem společnosti pro správu aktiv NPF Promyšlennyj. V letech 2002–2005 byl majitelem a generálním ředitelem stavební společnosti Strojinvest.
V letech 2005 až 2007 zastával pozici vedoucího oddělení pro vztahy s investory v Petrohradském vládním výboru pro investice a strategické projekty. V letech 2007–2010 byl prvním místopředsedou Výboru pro investice a strategické projekty vlády Petrohradu. Od 22. listopadu 2012 byl vedoucím Federální dopravní agentury (Rosavtodor).
Dne 1. října 2018 byl jmenován náměstkem ministra dopravy Ruské federace. Dne 11. října 2018 byl po rezignaci Alexandra Michajlova jmenován prozatímním guvernérem Kurské oblasti. Dne 8. září 2019 zvítězil s výsledkem 81,07 % v prvním kole voleb guvernéra Kurské oblasti. Jeho funkční období skončilo v roce 2024.
V květnu 2024 byl prezidentem Vladimirem Putinem jmenován ministrem dopravy Ruska.

## Smrt
Dne 7. července 2025 byl Starovojt prezidentem Putinem ze své funkce odvolán. Několik hodin po rezignaci byl nalezen mrtev, se střelným zraněním u obce Razdory v Odincovském městském okruhu v Moskevské oblasti. Podle ruských zpravodajských serverů mohl spáchat sebevraždu kvůli hrozbě zahájení trestního stíhání za rozsáhlé podvody poté, co proti němu údajně svědčil jeho nástupce ve funkci guvernéra Kurské oblasti Alexej Smirnov, který byl odvolán v prosinci 2024 a zatčen v dubnu 2025. Vyšetřovatelé ho tehdy obvinili z podílu na zpronevěře miliardy rublů (asi 270 milionů korun) určené na výstavbu opevnění na hranici Kurské oblasti s Ukrajinou.
Podle některých ruských telegramových kanálů však mohl Starovojt spáchat sebevraždu už v noci na 6. července – v době oficiálního odvolání by tak už byl po smrti.
Rovněž 7. července přímo během schůze zemřel ve věku 42 let i jeden ze Starovojtových podřízených, Andrej Kornejčuk, přičemž vláda uvedla, že příčinou jeho smrti bylo „selhání srdce“.
Dne 10. července se v Moskvě konala vzpomínková bohoslužba za Starovojta, které se zúčastnilo několik ministrů. Kancelář prezidenta Putina, který se ceremoniálu nezúčastnil, zaslala věnec. Později však agentura RIA Novosti tuto informaci stáhla. Následujícího dne byl Starovojt pohřben na Smolenském hřbitově v Petrohradě.

### Reakce
Prezident Putin se ke smrti ministra nevyjádřil.  
Nina Chruščovová, profesorka mezinárodních studií na Newyorské univerzitě a pravnučka sovětského vůdce Nikity Chruščova, s odkazem na stalinské čistky uvedla, že od roku 1953 jde o něco nevídaného. Ruské elity jsou podle ní vyděšené, protože ví, že z vysokých pozic nelze snadno odejít. Režim podle ní vnímá konflikt na Ukrajině jako svatou válku, během níž nelze krást a které je podřízeno vše.

## Rodina
Starovojt byl ženatý, jeho manželka byla o 28 let mladší než on. Po jeho smrti byla kvůli vyšetřování korupce nucena nějakou dobu žít v hotelu.